# Calocalanus gracilis
Calocalanus gracilis är en kräftdjursart som beskrevs av Tanaka 1956. Calocalanus gracilis ingår i släktet Calocalanus och familjen Paracalanidae. Inga underarter finns listade i Catalogue of Life.